# Palacio Versailles
El Palacio Versailles es un edificio ubicado en el Parque Quinta Normal en la ciudad de Santiago, Chile. Fue construido en 1918 como sede de la Sociedad Nacional de Agricultura (SNA), pasando posteriormente a ser sede de la Facultad de Agronomía de la Universidad de Chile, y consultorio externo del Hospital San Juan de Dios, hasta que desde 2005 alberga en sus dependencias la sede Quinta Normal del Museo de Arte Contemporáneo. Fue declarado Monumento Nacional de Chile, en la categoría de Histórico, mediante el decreto exento n.º 949, de 5 de noviembre de 2004, promulgado durante el gobierno del presidente Ricardo Lagos.

## Historia
El edificio fue proyectado por el arquitecto Alberto Cruz Montt, y construido en el año 1918, como sede de la Sociedad Nacional de Agricultura. En el año 1934 fue traspasado a la Universidad de Chile como sede de la Facultad de Agronomía, que funcionó en el lugar hasta 1971, cuando fue trasladada al Campus Antumapu.
Posteriormente el edificio fue entregado al Servicio de Salud Metropolitano Occidente, que instaló en el lugar el Consultorio externo del Hospital San Juan de Dios, siendo intervenido para dar cabida a los diferentes servicios del hospital.
En el año 2005 se efectuaron trabajos de remodelación para usar el edificio como sede del Museo de Arte Contemporáneo de la Universidad de Chile, mientras su sede del Parque Forestal se encontraba en restauración.
Luego del terremoto de 2010 la edificación resultó dañada, por lo que tuvo que ser restaurado durante el año 2011, con fondos donados por el gobierno alemán.

## Descripción
De estilo neoclásico francés se presenta en tres niveles, el zócalo, la planta principal y un segundo piso.